# Groșii Țibleșului
Groșii Țibleșului (Tőkés en hongrois) est une commune roumaine du județ de Maramureș, dans la région historique de Transylvanie et dans la région de développement du Nord-Ouest.

## Géographie
La commune est très récente, elle a été constituée en 2004 lorsque le village de Groșii Țibleșului s'est séparé de la commune de Suciu de Sus.
Elle est située au sud-est du județ, dans la vallée d'un affluent de la rivière Lăpuș au cœur des Monts Țibleș (Munții Țibleșului), dans les Carpates orientales intérieures.
Baia Mare, la préfecture du județ, est à 80 km et Târgu Lăpuș à 22 km à l'ouest.

## Démographie
En 1910, le village comptait 1 406 Roumains (84,9 % de la population), 159 Hongrois (9,6 %) et 48 Allemands (2,9 %).
En 1930, les autorités recensaient 1 683 Roumains (93,3 %), 83 Hongrois (4,6 %) ainsi qu'une petite communauté juive de 35 personnes (1,9 %) qui fut exterminée par les Nazis durant la Seconde Guerre mondiale.
En 2002, le village comptait 1 989 Roumains (95,6 %) et une communauté hongroise de 134 personnes (6,3 %).
| 1880  | 1900  | 1910  | 1930  | 1956  | 1977  | 1992  | 2002  | 2007  |
| ----- | ----- | ----- | ----- | ----- | ----- | ----- | ----- | ----- |
| 1 335 | 1 614 | 1 657 | 1 803 | 2 078 | 2 422 | 2 298 | 2 124 | 2 146 |

## Économie
L'économie de la commune est axée sur l'élevage, l'apiculture, la culture des pommes de terre et l'exploitation des immenses forêts.
Le potentiel touristique est très important en raison de l'environnement montagneux riche en randonnées de toutes sortes.

## Lieux et monuments
- Réserve naturelle Arcer-Țibleș Bran, 150 ha.